# Irv Manning
Irving „Irv“ Manning (eigentlich Irvine Mannheim, * 1917 oder 1918 in Baltimore, Maryland; † 8. Oktober 2006 in Houston) war ein US-amerikanischer Jazzmusiker (Kontrabass, auch Tuba).

## Leben und Wirken
Manning wuchs in den Vereinigten Staaten und in London auf; mit 15 Jahren trat er bereits mit Sidney Lipton im Grosvenor House auf. Mit 20 Jahren zog er nach New York City und wurde 1940 Mitglied der dortigen Musikergewerkschaft. In den folgenden 68 Jahren arbeitete er in New York und West Palm Beach, u. a. trat er mit Jazzgrößen wie Woody Herman in New York auf. Erste Plattenaufnahmen entstanden 1948 mit Bobby Hsckett and His Dixielanders sowie bei Raymond Scott. In den 1950er-Jahren spielte er neben Hacketts Band außerdem bei Neal Hefti, Nat Pierce, John Pisano und Bill Russo (School of Rebellion), im folgenden Jahrzehnt bei Benny Goodman, Louis Armstrong und Dave Brubeck (The Real Ambassadors, 1961). Im Bereich des Jazz war er zwischen 1948 und 1983 an 18 Aufnahmesessions beteiligt, zuletzt als Tubist mit Stan Rubin and his Tiger Town Five (At the Mark Twain Riverboat). Als Studiomusiker wirkte er ferner bei Aufnahmen von Dean Martin (1951, an der Viola) und Roger Sprung mit. In seinen späteren Jahren lebte Manning in West Palm Beach; weiterhin trat er im Everglades Club in Palm Beach und anderen Clubs der Region auf.